# Preston (Torbay)
Preston – osada w Anglii, w Devon, w dystrykcie (unitary authority) Torbay. W 2011 miejscowość liczyła 10 194 mieszkańców.